# Pedro Casaldáliga
Pedro Casaldáliga Pla (Balsareny, Barcelona; 16 de febrero de 1928-Batatais, São Paulo, 8 de agosto de 2020) fue un religioso, escritor y poeta español, que permaneció gran parte de su vida en Brasil. Fue un defensor de los derechos de los menos favorecidos. Estuvo vinculado a la teología de la liberación.

## Biografía
Hijo de una familia tradicional, Casaldáliga nació en el municipio catalán de Balsareny en 1928. Muy pronto sintió la vocación sacerdotal y en 1945, a los diecisiete años, se unió a la orden de los claretianos.
Son interesantes los recuerdos de juventud, la semilla de lo que luego fue «Con la guerra aprendí a escuchar a la gente mayor, que comentaba cosas muy graves, incluso aprendí a callar como ellos. En la vieja casa solariega de mi padre, habitada entonces por el heredero, mi tío Josepet y los suyos, muchas veces tuve que silenciar —ante los milicianos, ebrios de vino y de preguntas— el paradero de las monjas de la primera escuela o el escondite de los desertores, o el paso de cualquier cura o fraile con el nombre cambiado o indumentaria sospechosa», explicó.

### Sacerdocio
El 31 de mayo de 1952 fue ordenado sacerdote en Montjuïc (Barcelona).
Llevó a cabo sus primeras tareas como sacerdote en Sabadell, Barcelona, Barbastro y Madrid, donde ejerció diversas funciones y cargos dentro de la comunidad de los claretianos: formador, director de la Revista Iris, responsable del Seminario de Barbastro, etc. Su visión de una iglesia diferente, basada en el ejercicio de una fe adulta, corresponsable, libre, pobre y sin jerarquías impuestas, lo llevó a ser pionero con una nueva manera de hacer comunidad.

### Misionero
Siguiendo su vocación misionera, en 1968 viajó a Brasil para fundar una misión claretiana en la región del Araguaia, en el estado del Mato Grosso, en la Amazonía. No volvió nunca más a España.
Al llegar al Araguaia encontró una región sin presencia del estado. Sin médicos o escuelas. Donde la única ley era la "ley del 38", impuesta por los terratenientes contra los pequeños campesinos sin tierra y los pueblos indígenas. En poco tiempo, enterró a mil peones “a menudo sin ataúd y muchas veces sin nombre”.

## Episcopado
El 27 de abril de 1970 fue nombrado administrador apostólico de la prelatura que acababa de fundar, y el 23 de octubre del año siguiente fue nombrado obispo titular de São Félix do Araguaia.
El mismo día de su ordenación episcopal, hizo público un extenso documento donde analizaba detalladamente cada uno de los casos de explotación y maltrato de pequeños campesinos e indígenas, apuntando responsables y causas. El documento, titulado "Una iglesia de la Amazonía en conflicto con el latifundio y la marginación social", es considerado uno de los más importantes en la historia de la lucha por la tierra en Brasil.
Fruto de aquella primera denuncia y del compromiso abiertamente asumido a favor de los campesinos, peones y pueblos indígenas, y contra los terratenientes y las empresas del agronegocio, recibió numerosas amenazas de muerte y sufrió varios intentos de asesinato.
Seguidor de la Teología de la Liberación, fue obispo de esta Prelatura de la Amazonía durante cuarenta años. En todo este tiempo, junto a su equipo, construyó una iglesia popular, abierta, comprometida, coherente y que optó decidida y abiertamente por los más pobres.[cita requerida]
Sus posiciones favorables a una profunda renovación de la Iglesia y sus conexiones marxistas, lo llevaron a tener problemas con la Santa Sede, durante el pontificado de Juan Pablo II. En 1988 fue llamado a Roma para explicar su conducta, su orientación pastoral y su posición.
En 1994 apoyó la Revuelta de Chiapas (México), diciendo que cuando las personas toman las armas deben ser respetadas y comprendidas. En 1999 publicó la "Declaración de amor por la Revolución Total de Cuba".
Más allá de su acción en el Araguaia, fue fundador e impulsor de pastorales y movimientos sociales que son referencia mundial en la lucha por la tierra y por los derechos de los pequeños campesinos e indígenas, como la Comissão Pastoral da Terra,  el Conselho Indigenista Missionário, o el Movimento dos Trabalhadores Rurais Sem Terra.
Después de sufrir ocho malarias y con aquejado de párkinson, al cumplir los 75 años, presentó su renuncia como obispo, tal como sugiere el Código de Derecho Canónico. Sin embargo, decidió permanecer en la diócesis que había presidido durante más de 35 años y reclamó la participación de la comunidad en la elección de su sucesor. El 2 de febrero de 2005 fue relevado, pero continuó trabajando con los indígenas y campesinos.
Publicó más de cincuenta obras de prosa y poesía, que se pueden consultar libremente en internet y concedió cientos de entrevistas en todo el mundo. Toda esta documentación se encuentra conservada y clasificada en el Archivo de la Prelatura de São Félix do Araguaia, que contiene más de trescientos mil documentos, reflejo de la historia de la lucha por la tierra en Latinoamérica.
En 2013 se estrenó una miniserie con la participación de TV3 sobre su vida titulada «Descalzo sobre la tierra roja», que está basada en el libro homónimo que escribió Francisco Escribano.

### Fallecimiento
Recibió amenazas de muerte por su labor en defensa de los más desfavorecidos y de los campesinos e indígenas del Amazonas. Falleció en el centro hospitalario de la congregación claretiana en Batatais (São Paulo) el 8 de agosto de 2020, a causa de una enfermedad respiratoria derivada del párkinson.

## Libros y Obras publicadas
- - Palabra ungida (1955)
  - África De Colores. Promoción Popular Cristiana, 1961.
  - Una Iglesia de la Amazonía en conflicto con el latifundio y la marginación social (1971)
  - Clamor elemental (1971)
  - Yo creo en la justicia y en la esperanza (1975)
  - La muerte que da sentido a mi credo (Diari 1975 - 1977)
  - En rebelde fidelidad (Diari 1977 - 1983)
  - Pere Llibertat (1978)
  - Aïrada esperança (1978)
  - Amb Pedro Tierra, Missa da terra sem males (1980)
  - Comunidade, ecumenismo e libertação (1983)
  - Experiencia de Dios y Pasión por el Pueblo. (1983)
  - Cantares de la eterna libertad (1984)
  - Fuego y ceniza al viento. Antología espiritual (1984)
  - Nicaragua, combate y profecía (1986)
  - Francisco Jentel, defensor do povo do Araguaia (1986). Amb DUTENE, A., y BALDUINO, T.
  - El tiempo y la espera (1986)
  - Encara avui respiro en català (1987)
  - El vuelo del Quetzal (1988)
  - A l'aguait del Regne. Antología de textos 1968-1988.
  - Todavía estas palabras (1989)
  - Les coqs de l'Araguaïa (1989)
  - Aguas do Tempo (1989)
  - Durst nach Liebe und Grechtigkeit (1989)
  - La flor de Izote que rebrota entre ruinas y cenizas. (Amb Jon SOBRINO y Pablo RICHARD), (1990)
  - Llena de Dios y tan nuestra. Antología Mariana (1991)
  - Sobre la opción por los pobres (1991). (Amb BOFF, CODINA, GIRARDI, LOIS, NOLAN, PIXLEY, SOBRINO, VIGIL)
  - Cartas a mis amigos (1992)
  - Espiritualidad de la Liberación (1992). (Amb José María VIGIL)
  - Nuestra espirtiualidad (1993)
  - Sonetos neobíblicos, precisamente (1996)
  - Ameríndia, morte e vida (amb Pedro Terra) (1997)
  - Evangelio y Revolución i Amerindia, Morte e Vida (2000)
  - Cuando los días dan que pensar. Memoria, ideario, compromiso (2005)
  - Orações da caminhada (2005)
  - Versos adversos: antologia (con Enio Squeff) (2006)
  - Martírio do padre João Bosco Penido Burnier (2006)
  - Cartes marcades (2007)
  - Con Jesús, el de Nazaret (2005)
  - Els ulls dels pobres (2005). Amb Joan GUERRERO
  - Una vida enmig del poble (2007)

## Premios y reconocimientos
1990: Creu de Sant Jordi
1992: Premio Internacional Alfons Comín
1997: Premio por la Paz de la Asociación de Naciones Unidas en España
2000: Doutor honoris causa por la Universidad Estadual de Campinas, São Paulo
2001: Ciudadano Honorario de Brasília
2004: Medalla del Mérito Indigenista
2006:  Premio Internacional Catalunya
2012: Premio Paulo Freire de Psicología
2012: Doutor honoris causa por la Pontifícia Universida Católica de Goiânia
2013: Doutor honoris causa por la Universidad Federal de Mato Grosso